# Choroszcz (ville)
Pour les articles homonymes, voir Choroszcz.
Choroszcz est une ville de la voïvodie de Podlachie, dans le nord-est de la Pologne. Elle est le siège de la gmina de Choroszcz, dans le powiat de Białystok. Sa population s'élevait à 5 752 habitants en 2013. 
Elle s'étend sur 16,79 km2.